# سیستم بازاریابی دیجیتال
سیستم بازاریابی دیجیتال (DMS) روشی برای بازاریابی متمرکز است که عمدتاً توسط محصولات اجاره نرم‌افزار استفاده می‌شود. این سیستم یک سیستم مدیریت محتوا را با تمرکز بر بازاریابی در سراسر وب، تلفن همراه و کانال‌های اجتماعی ترکیب می‌کند.

## وب
یک سیستم بازاریابی دیجیتال معمولاً به شکل یک وب سایت مستقل منتشر می‌شود. می‌تواند هر بخشی از فرایند وب را مدیریت کند، از جمله طراحی وب، میزبانی وب، ثبت دامنه، بازاریابی، تولید محتوا و سایر روش‌های استاندارد ارتقاء وب. هدف انتشار وب این است که به کاربر یک «خانه» دیجیتال در وب بدهد، جایی که مشتریان، مهمانان، طرفداران و سایر کاربران وب به عنوان مقصد وارد می‌شوند. سایر روش‌های دیجیتال مارکتینگ اغلب برای هدایت ترافیک به کانال وب کار می‌کنند. نمونه ای از سیستم بازاریابی دیجیتال سرویس‌های اجاره نرم‌افزار هاب‌اسپات است.

## شبکه اجتماعی
یک سیستم بازاریابی دیجیتال در کانال‌های اجتماعی محبوب، از جمله فیس بوک، توییتر و اینستاگرام منتشر می‌شود تا ترافیک را به وب سایت کاربر هدایت کند. انتشار می‌تواند به صورت متن، تصویر یا فیلم باشد.

## مسائل خصوصی
بازاریابی دیجیتال به عنوان یک چالش برای حفظ حریم خصوصی در نظر گرفته می‌شود زیرا اطلاعات مصرف‌کنندگان بدون آگاهی مصرف‌کنندگان جستجو، جمع‌آوری و در فرایند بازاریابی دیجیتال مورد استفاده قرار می‌گیرد. حریم خصوصی مشتریان مهم است زیرا با ارزش درک شده مشتریان، رضایت، وفاداری اعتماد آنها به یک شرکت و عملکرد یک شرکت مرتبط است.

### انواع اطلاعات

#### اطلاعات اولیه
در مفهوم سنتی، اطلاعات خصوصی عمدتاً شامل جنسیت، سن، سوابق تحصیلی، وضعیت تأهل و سایر اطلاعات اولیه است. اطلاعات خصوصی همچنین شامل اطلاعات دیجیتال شخصی شده مانند رمزهای عبور حساب می‌باشد.

#### اطلاعات فعالیت
اطلاعات خصوصی فعالیت به تاریخچه مرور، سوابق خرید، مکان، فعالیت‌های اجتماعی و غیره اشاره دارد

### استفاده غیرقانونی از اطلاعات
در حال حاضر، بحث در مورد پیامدهای مسائل مربوط به حریم خصوصی ناشی از فناوری بازاریابی دیجیتال به‌طور فزاینده ای بر روی امکان استفاده غیرقانونی از اطلاعات متمرکز شده‌است. اطلاعات مصرف‌کنندگان ممکن است به کالایی تبدیل شود که بدون آگاهی و مجوز مصرف‌کننده مبادله یا مبادله می‌شود. اطلاعات مصرف‌کنندگان عمدتاً به دو شکل مبادله می‌شود. یکی این است که بازرگانان مرتبط آن داده‌ها را به اشتراک می‌گذارند. مورد دیگر این است که آن داده‌ها توسط توصیه کنندگان خاص به شخص ثالث فروخته می‌شود. به عنوان مثال، داده‌هایی که می‌تواند وضعیت مالی مصرف‌کنندگان را شناسایی کند، برای آژانس‌های اعتباری بسیار جذاب است. همه موارد فوق خطر حفظ حریم خصوصی مصرف‌کننده را افزایش می‌دهد.

#### نگرش مشتری
برخی از مشتریان تمایل دارند مورد دوم را بین حق حفظ حریم خصوصی و سایر شرایط مطلوب انتخاب کنند. شواهد نشان می‌دهد که برخی از مشتریان مایلند به بازرگانان اجازه دهند تا از اطلاعات شخصی خود استفاده کنند، اگر بتوانند در ازای آن چیزی به دست آورند، حتی فقط پاداش‌های کوچک، حتی اگر نگران هستند که حریم خصوصی آنها مورد تهاجم قرار گیرد. علاوه بر این، بازاریابی دیجیتال راحتی را برای مردم فراهم می‌کند. در ذهن برخی از مشتریان، این راحتی بیشتر از حریم خصوصی آنها به ویژه برای نوجوانان مهم است. با این وجود، اکثر مردم در مورد محافظت از حریم خصوصی خود بسیار نگران هستند.

### نظارت
بازاریابی مجوز سیستمی است که در آن مصرف‌کنندگان می‌توانند تنها به چند تاجر که از بین تعداد زیادی از بازرگانان انتخاب شده‌اند مجوز اعطا کنند. بازرگانان همچنین می‌توانند گزارش‌های حفظ حریم خصوصی را برای ارتقای شفافیت و مسئولیت پذیری ارائه کنند. مقررات عمومی حفاظت از داده‌ها (GDPR) نمونه ای است که شرایط فوق را برآورده می‌کند. این قانون تصریح می‌کند که تاجران می‌توانند اطلاعات مشتریان را فقط برای مقاصد مشخص، شفاف و قانونی جمع‌آوری کنند و فقط به صورت منصفانه، شفاف و قانونی با آنها برخورد کنند و بازرگانان باید از این داده‌ها محافظت کنند. به مشتریان باید اطلاع داده شود که چگونه از داده‌های آنها استفاده خواهد شد، چه اثراتی خواهد داشت و سایر اطلاعات مربوطه به صورت مختصر، قابل درک و آزاد راه خواهد بود تا بتوانند تشخیص دهند که آیا صدور مجوز لازم است یا خیر.